# Liber Officiorum Spirituum
Liber Officiorum Spirituum (em português: O Livro do Ofício dos Espíritos) foi um grimório demonológico e uma fonte importante para Pseudomonarchia Daemonum de Johann Weyer e a Ars Goetia. A obra original (se é que isso foi uma obra única) não tem sido localizada, mas alguns textos derivados levando o título têm sido encontrados, alguns nos manuscritos Sloane, alguns na Biblioteca Folger Shakespeare. Cada versão traz muitas similitudes para cada outra e para o Pseudomonarchia Daemonum e o Ars Goetia, embora eles estejam longe de ser idênticos.

## História
Johannes Trithemius menciona duas obras separadas (Liber quoque Officiorum, e De Officiis Spirituum), indicando que o texto pode ter sido ramificado em sua época. Weyer, em seu Pseudomonarchia Daemonum, lista sua fonte como Liber officiorum spirituum. Thomas Rudd intitula sua cópia do Ars Goetia como Liber Malorum Spirituum.
A versão mais detalhada é uma tradução direta mas pobre do inglês para o latim. Esta versão foi copiada ou traduzida pelo inglês John Porter em 1583. Esta versão era propriedade do artista Richard Cosway. Após sua morte na década de 1820, passou para uma livraria de propriedade de John Denley, comprada por um ocultista chamado George W. Graham em nome de uma organização mágica conhecida como "a Sociedade dos Mercurii". Nas mãos dos Mercurii, passou para a posse de Robert Cross Smith em 1822, que mandou John Palmer copiá-lo. Com a morte de Smith em 1832, a cópia foi passada para Frederick Hockley. Em algum momento posterior, Hockley adquiriu a primeira metade do manuscrito original de Porter e tentou compilar as versões de Porter e Palmer em uma única versão.
Sloane MS 3824 (de meados do século dezessete) apresenta um número de elementos do Livro do Ofício dos Espíritos e é uma forma anterior do Lemegeton. MS 3853 é intitulado The Office of Spirits, começa quase idêntico à versão mais completa de Porter.
A versão de Hockley, e algumas partes das outras versões conhecidas, foram publicadas em 2011 pela Teitan Press como A Book of the Office of Spirits.
O manuscrito do qual Hockley copiou foi traduzido e editado por Daniel Harms e Joseph Peterson em 2015 como The Book of Oberon.

## Conteúdos
O manuscrito na biblioteca Folger Shakespeare é precedido por diversos materiais retirados de Arbatel de magia veterum (surpreendentemente apenas dois anos após sua publicação), o Enchiridion do Papa Leão III e Sefer Raziel HaMalakh, e seguido por uma versão da Chave de Salomão. A seção Officium de spirittibus  [sic] começa descrevendo "os três demônios" (Lúcifer, Ba'el e Satã), e os quatro reis do ar (Leraje sobre o leste, Paymon o oeste, Aim o norte, e Bune o sul), e os meios de chamá-los. Em seguida, lista um adicional de setenta e cinco demônios, para um total de oitenta e dois. Muitos dos demônios são comparáveis aos da Chave Menor de Salomão.
A próxima até a penúltima entrada, "Oberyon", muda o foco de demônios para fadas. Após os oitenta e um demônios, o livro detalha Mycob (esposa de Oberyon) e suas sete filhas. Ele então repete os quatro reis do ar, listando doze demônios sob cada um deles. Depois disso, começa a descrever os espíritos dos dias da semana e os incensos e conjurações necessários para convocá-los, extraindo material do Livro das Sombras de Honorius e dos Três Livros de Filosofia Oculta de Heinrich Cornelius Agrippa. Segue com uma lista de deuses gregos e romanos, uma nota sobre quais espíritos governam o inferno e uma entrada para convocar espíritos "que fazem livros e escrevem livros", antes de dar instruções sobre como convocar o anjo em cada dia de a semana, incluindo instruções para círculos mágicos, consagrações, uso de água benta e exorcismos de fogo. Esta porção usa elementos das escrituras, Sarum Missal, a Chave de Salomão, Arbatel, Honório, Agripa, Raziel e o que se tornaria a Missa Tridentina. Também compartilha algumas orações encontradas no Manual de Munique de Magia Demoníaca.
Depois disso, há uma seção sobre necromancia, envolvendo círculos mágicos e invocando os quatro reis mencionados acima, nomes de Deus e diferentes santos para constranger um espírito chamado. As instruções sobre necromancia são seguidas por um meio de encontrar tesouros escondidos que é semelhante ao método usado por Edward Kelley, com feitiços para prender o espírito que guarda o tesouro. Seguindo isso há ainda outro meio de convocar o Rei Leraje, e então, instruções semelhantes para convocar um espírito chamado Baron, e um feitiço chamado "um experimento de Roma", e feitiços para encontrar itens perdidos, roubar itens, ver espíritos (envolvendo a invocação do Rei Arthur), e encantadoras varas de avelã.
Esses feitiços são interrompidos por um pequeno tratado sobre o papel dos anjos, demônios e magia na teodiceia, antes de continuar com mais feitiços para ver espíritos, uma coleção de talismãs e uma seleção de nomes de Deus, selos e espíritos, figuras geomânticas, fumigações e notas sobre as mansões lunares tomadas abertamente de Agripa. Seguindo isso, há mais instruções sobre magia ritual e mais feitiços para adquirir itens desejados não especificados e identificar ladrões. Os espíritos adicionais nesta seção incluem: Bilgal, Annabath, Ascariell, Satan, Baron, Romulon, Mosacus, e Orobas. As instruções sobre a convocação de espíritos continuam com Oberyon e seus seguidores: Storax, Carmelyon, Severion, Caberyon, Aozol, Restun, Ramalath, Zaseres, Castriel, Saziel, e Ydial.
O manuscrito de Hockley começa com uma lista inicial de oitenta demônios (com várias duplicatas), toma uma pequena pausa para detalhar várias fadas, e então lista quatro grupos de doze demônios, a maioria dos espíritos repetitivos de os primeiros oitenta com várias discrepâncias. Sloane 3853 meramente lista dez demônios que também aparecem no manuscrito de Hockley, e então nomeia os reis demônios do norte, sul, leste e oeste (Leraje, Aim, Bune e Paymon, respectivamente), espíritos genéricos sob eles, e espíritos não descritos para obter amor ou tesouro. Cherberus/Naberius aparece com dois outros espíritos individuais, mas pouco detalhados (os dois primeiros sobre retórica e amor, respectivamente, o último não tendo deveres notáveis). Sloane 3824 lista diferentes procedimentos mágicos não classificados, soltando nomes de espíritos do Livro dos Espíritos de passagem, raramente com explicação.

### Demônios compartilhados por este e outros grimórios
- Agaros,[27][12]
- Allogor[26][11] ou Algor[27][12] (também em Sloane 3853)[29]
- Amaymon,[25][28][11][12]
- Amon,[28][12]
- Asmoday,[28][12]
- Astaroth,[28][12]
- Baall,[27][11][12]
- Barbaryes,[26] Barbates, ou Barbares (entradas duplicadas separadas dentro dos primeiros oitenta demônios),[27][11] depois Barbais[28]
- Beelzebub,[25]
- Beliall[28][11][12]
- Berith,[28][12]
- Byleth,[28] ou Bileth[12]
- Caleos,[28]
- Cherberus (em Sloane 3853),[29]
- Coolor (também Doolas, entrada duplicada),[26][11]
- Corsone,[27][11] ou Fersone[11]
- Darbas ou Carbas,[26] depois Barbas ou Corbas[27][12]
- Egine,[25] Egin,[26][28][11][12] ou Egyn[11]
- Forcase,[11] também Partas[12]
- Gemon[27] ou Gemyem[11]
- Gloolas[26][11] ou Glolas (em Sloane 3853)[29]
- Goorax[11]
- Hanar,[26]
- Lucifer,[25][11]
- Mallapar,[28] ou Mallapas[12]
- Orience[25][11] ou Oriens,[27]
- Oze[28][12]
- Paymon,[25][26][28][11][12]
- Ryall[12]
- Satan,[25][11]
- Saygane ou Laygayne,[28] ou Zagayne[12]
- Semper[12]
- Usagoo,[3][27] Vsagoo,[11] ou (com uma diferente descrição) Vsago[12]

### Fadas
Obeyryon ou Oberyon, um espírito assistente chamado Bilgall, Mycob ou Myeob, e suas sete filhas são listadas como fadas. Obeyryon é listado como um rei, que ensina física, conhecimento de minerais e plantas, além de tornar os homens invisíveis, revelando tesouros escondidos e como adquiri-los e revelando eventos passados, presentes e futuros. Bilgall aparece como um boi com cabeça humana que cospe fogo, embora seus deveres não sejam detalhados. Myeob é descrita como uma rainha coroada vestida de verde. Assim como seu marido, ela torna as pessoas invisíveis e revela segredos sobre rochas, metais e plantas; além de medicina e "a verdade". As filhas, como seus pais, ensinam física e conhecimento de ervas e distribuem anéis de invisibilidade.
Oberon e "Mycob" (uma corrupção do já corrupto Myeob) também aparecem em vários manuscritos dos séculos XVI e XVII, tais como o Folger MS Vb 25 de 1580 e uma porção do Sloane MS 3824 de 1649, refletindo uma tendência popular no ocultismo inglês na época.